# La moglie dell'aviatore
La moglie dell'aviatore (La femme de l'aviateur) è un film del 1981 scritto e diretto da Éric Rohmer e interpretato da Philippe Marlaud, Marie Rivière e Anne-Laure Meury.
È la prima parte del ciclo Commedie e proverbi (Comédies et proverbes).

## Trama
Parigi. François, un giovane studente di 20 anni che si mantiene agli studi lavorando alle poste, è innamorato di Anne, una ragazza di 25 anni fiera della propria indipendenza.
Prima di tornare a casa, alla fine del turno lavorativo che si svolge di notte, François ha l'abitudine di passare dall'abitazione di Anne e lasciarle un biglietto, con qualche frase affettuosa, nella cassetta delle lettere. Un mattino Christian, pilota di una compagnia aerea ed ex amante di Anne, che tuttavia non frequenta più da tempo, si reca da Anne per dirle che tra di loro tutto è ormai finito, che ora vive a Parigi con la moglie la quale è in attesa di un bambino. Al termine del colloquio anche Anne, che deve recarsi al lavoro, esce dal portone della propria abitazione contemporaneamente a Christian. È in quel momento che François, giunto davanti alla casa di Anne, li vede uscire insieme; sapendo che Christian è stato amante di Anne, François sospetta che i due abbiano riallacciata una relazione.
Più tardi François tenterà invano di mettersi in contatto con Anne, cercandola perfino sul luogo dove lei lavora; la incontra finalmente in un ristorante nell'ora di pranzo. Ma Anne, che non tollera sospetti e gelosie per il passato, rifiuta di dare giustificazioni a François, lasciandogli anzi credere che la storia d'amore con Christian non sia mai finita, dando così il via a una serie di equivoci.
Mentre passeggia senza meta per le vie di Parigi, François scorge nuovamente Christian seduto in un caffè in compagnia di una donna bionda che non conosce. Si ferma a osservarli, per capire quali rapporti esistano fra i due, e decide infine di seguirli quando i due salgono su di un autobus per recarsi al Parc des Buttes Chaumont. Lucie, una ragazza di 15 anni che non ha mai visto François prima di allora, si incuriosisce per l'atteggiamento furtivo tenuto sull'autobus dal ragazzo e, a sua volta, decide di seguire François. Mentre sorveglia la coppia che passeggia nel parco, François rivolge la parola a Lucie; i due ragazzi cominciano a conversare e più tardi François confiderà a Lucie perché segua i due. François e Lucie cominciano a fare ipotesi sempre più complicate sui progetti di Christian e della signora bionda, che i due credono sia la moglie di Christian. Lucie crede che i due stiano progettando di recarsi da un avvocato per iniziare una causa di divorzio. Alla fine Christian e la signora lasciano il parco in taxi; François e Lucie sono nell'impossibilità di seguirli e si lasciano, promettendosi di scriversi nel caso dovessero scoprire come stiano le cose fra Christian e la moglie.
La sera François riesce a parlare con Anne; le chiede di sposarlo, ma lei rifiuta. François racconta ad Anne di Christian e della giornata che ha trascorso in compagnia della moglie. Ma Anne gli mostra una foto in cui è presente la signora bionda che non è la moglie di Christian, ma la sorella. Più tardi, di notte, François si incammina verso l'appartamento di Lucie con l'evidente intenzione di depositare una lettera nella cassetta postale della ragazza. Intravede Lucie abbracciare un ragazzo, con il quale immagina che la ragazza abbia un appuntamento; imbuca la lettera e se ne va.

## Produzione
Il film è prodotto da "Les Films du Losange".

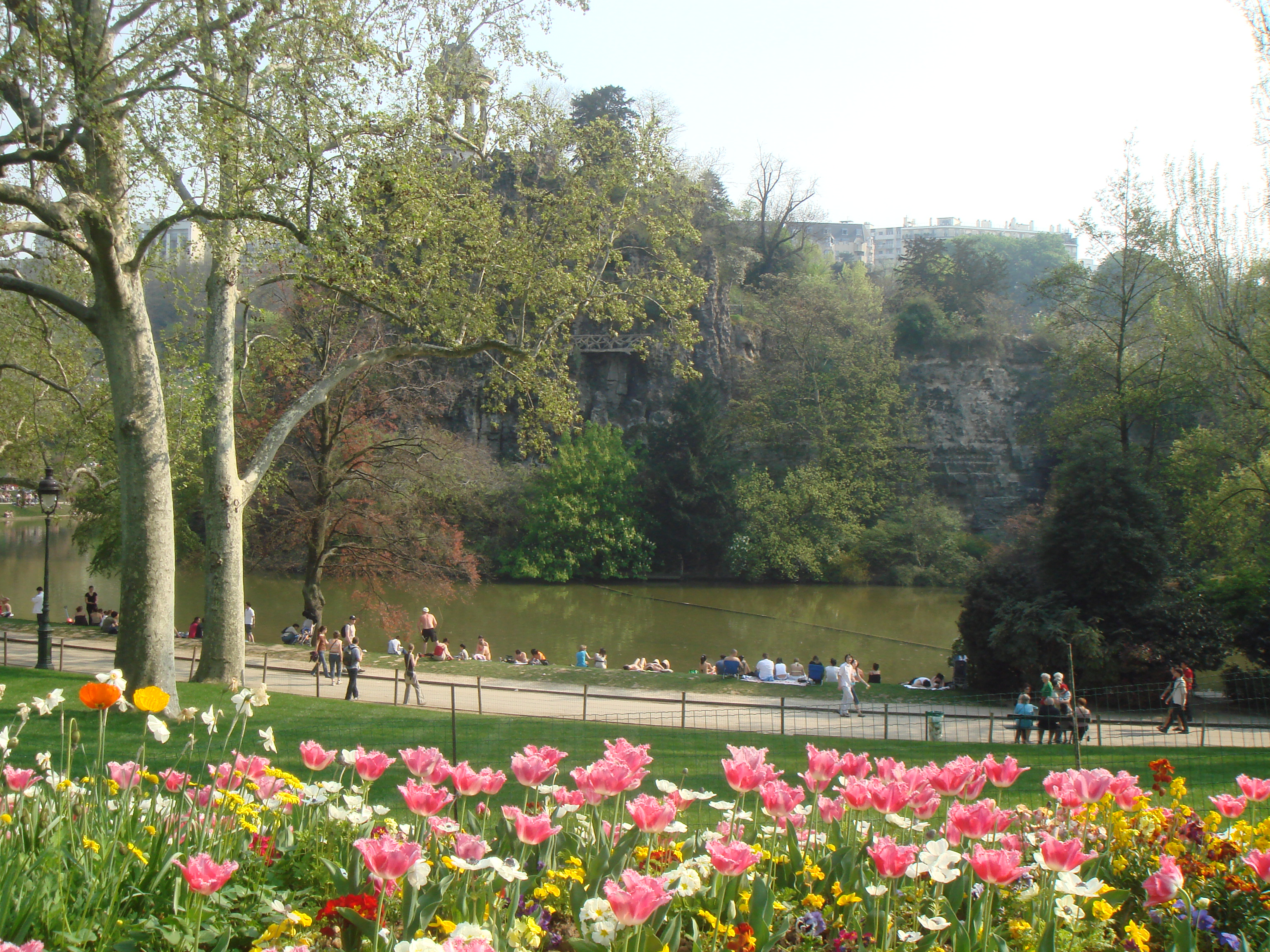
Parc des Buttes Chaumont, luogo degli esterni

### Soggetto
Dopo aver terminato nel 1972 la serie "Sei racconti morali", Rohmer dedicò negli anni settanta all'adattamento di opere di argomento storico o letterario (per es., La Marchesa von..., Il fuorilegge). La moglie dell'aviatore fu il primo delle "Commedie e proverbi", una serie di sei film girati da Rohmer negli anni ottanta e aventi per titolo un proverbio o una espressione proverbiale. 

### Il proverbio
Nel caso de La moglie dell'aviatore il proverbio è «On ne saurait penser à rien» ("Non si può pensare a niente") antifrasi dell'opera di de Musset, On ne saurait penser à tout ("Non si può pensare a tutto").

### Tecnica cinematografica
Rohmer ha girato un apposito cortometraggio in Super 8 per fissare luoghi e luci, verificare i risultati di qualche scena con gli attori, annotare le dominanti cromatiche e ambientali.

## Critica
Paolo Mereghetti:
(Paolo Mereghetti, Dizionario dei Film, p. 730.)

## Riconoscimenti
- 1981 - Festival Internazionale del Cinema di San Sebastián
  - Premio della critica internazionale FIPRESCI